# ياسمين أنبوبي الأزهار
ياسمين أنبوبي الأزهار (الاسم العلمي:Jasminum tubiflorum) هو نوع من النباتات يتبع جنس الياسمين من الفصيلة الزيتونية.